# Paraphlepsius excavatus
Paraphlepsius excavatus är en insektsart som beskrevs av Crowder 1952. Paraphlepsius excavatus ingår i släktet Paraphlepsius och familjen dvärgstritar. Inga underarter finns listade i Catalogue of Life.